# Gaoping (Guizhou)
Pour les articles homonymes, voir Gaoping (homonymie).
Gaoping est une petite ville de montagne située à côté de Zunyi dans la province de Guizhou en Chine.

## Économie
La liqueur de riz Dongjiu est brassée à proximité.

## Personnalités liées
- Yun Wang (1964-), poétesse et professeure d'astrophysique